# San Luis (Pampanga)
San Luis é um município de  terceira classe de renda municipal (d) na província A Pampanga, nas Filipinas. De acordo com o censo de 1 de maio  de  2020 possui uma população de 58 551 pessoas e 12 836 domicílios.